# Koinocystis fluvialis
Koinocystis fluvialis är en plattmaskart som först beskrevs av Sibiriakova 1929, och fick sitt nu gällande namn av Evdonin 1977. Koinocystis fluvialis ingår i släktet Koinocystis och familjen Koinocystididae. Inga underarter finns listade i Catalogue of Life.